# Piotrowo
Piotrowo este o arie protejată (sit de importanță comunitară — SCI) din Polonia întinsă pe o suprafață de 483,03 ha, integral pe uscat.

## Localizare
Centrul sitului Piotrowo este situat la coordonatele 54°11′35″N 18°08′58″E / 54.1931°N 18.1494°E.

## Înființare
Situl Piotrowo a fost declarat sit de importanță comunitară în octombrie 2009 pentru a proteja 1 specie de animale.

## Biodiversitate
Situată în ecoregiunea continentală, aria protejată conține 8 habitate naturale: Lacuri și iazuri distrofice naturale, Pajiști uscate europene, Formațiuni ierboase bogate în specii de Nardus, dezvoltate pe substraturi silicioase în zone montane (și în zone submontane, în Europa continentală), Mlaștini oligotrofe degradate, capabile încă de regenerare naturală, Mlaștini turboase de tranziție și turbării mișcătoare, Păduri de fag Luzulo-Fagetum, Păduri de stejar sau de stejar și carpen sub-atlantice și medio-europene de Carpinion betuli, Mlaștini împădurite.
La baza desemnării sitului se află o specie protejată de  pești: Rhynchocypris percnurus.